# Tyrrell 025
O 025 é o modelo utilizado da Tyrrell na temporada de 1997 de F1. Condutores: Jos Verstappen e Mika Salo. No GP de Mônaco, Salo terminou em 5º lugar e marcou 2 pontos, os últimos do time britânico na categoria.

## Resultados[1]
(legenda) 
| Ano  | Chassi | Motor       | Pneus | N° | Pilotos        | 1   | 2   | 3   | 4   | 5   | 6   | 7   | 8   | 9   | 10  | 11  | 12  | 13  | 14  | 15  | 16  | 17  | Pontos | Posição |  |
| ---- | ------ | ----------- | ----- | -- | -------------- | --- | --- | --- | --- | --- | --- | --- | --- | --- | --- | --- | --- | --- | --- | --- | --- | --- | ------ | ------- |  |
|      |        |             |       |    |                |     |     |     |     |     |     |     |     |     |     |     |     |     |     |     |     |     |        |         |  |
|      |        |             |       |    |                | AUS | BRA | ARG | SMR | MON | SPA | CAN | FRA | GBR | GER | HUN | BEL | ITA | AUT | LUX | JPN | EUR |        |         |  |
| 1997 | 025    | Ford ED4 V8 | G     | 18 | Jos Verstappen | Ret | 15  | Ret | 10  | 8   |     |     |     |     |     |     |     |     |     |     |     |     | 2      | 10°     |  |
| 1997 | 025    | Ford ED4 V8 | G     | 19 | Mika Salo      | Ret | 13  | 8   | 9   | 5   |     |     |     |     |     |     |     |     |     |     |     |     | 2      | 10°     |  |
| 1997 | 025    | Ford ED5 V8 | G     | 18 | Jos Verstappen |     |     |     |     |     | 11  | Ret | Ret | Ret | 10  | Ret | Ret | Ret | 12  | Ret | 13  | 16  | 2      | 10°     |  |
| 1997 | 025    | Ford ED5 V8 | G     | 19 | Mika Salo      |     |     |     |     |     | Ret | Ret | Ret | Ret | Ret | 13  | 11  | Ret | Ret | 10  | Ret | 12  | 2      | 10°     |  |